# Latoue
Latoue (em occitano:  Era Toa) é uma comuna francesa na região administrativa da Occitânia, no departamento do Alto Garona. Estende-se por uma área de 17.62 km², com 320 habitantes, segundo o censo de 2018, com uma densidade de 18 hab/km².